# Mecodina ochrigrapta
Mecodina ochrigrapta là một loài bướm đêm trong họ Erebidae.